# Aremallenahalli, Turuvekere
Aremallenahalli là một làng thuộc tehsil Turuvekere, huyện Tumkur, bang Karnataka, Ấn Độ.